# Simone Alaimo
Simone Alaimo (Villabate, 3 febbraio 1950) è un basso-baritono italiano.

## Biografia
Dopo aver compiuto gli studi letterari e musicali, tra il 1974 e il 1976 frequentò il biennio presso il Centro di Perfezionamento Artisti Lirici del Teatro Massimo di Palermo. Successivamente vinse il concorso presso l'Accademia di canto del Teatro alla Scala di Milano frequentando quindi il triennio (1977–1980) del Corso di Perfezionamento per Giovani Artisti Lirici sotto la guida di Ettore Campogalliani e Gina Cigna. Debuttò nel 1977 a Pavia quale protagonista di Don Pasquale. Durante gli stessi anni vinse l'AS.LI.CO. di Milano (1977) e cantò in L'oca del Cairo e Bastiano e Bastiana di Mozart, La serva padrona di Pergolesi, Rigoletto di Verdi, Don Pasquale di Donizetti e infine in Le nozze di Figaro di Mozart, sempre in ruoli da protagonista.
Negli stessi anni conseguì il 1º premio assoluto in numerosi concorsi internazionali: "Voci Verdiane" di Busseto (1977); "Achille Peri" di Reggio Emilia (1978); "Beniamino Gigli" di Macerata (1978); "Bel Canto" di Ostenda (1979); "Toti Dal Monte" di Treviso (1979); "Maria Callas" (1980, per la RAI in eurovisione).
Quindi con gli altri vincitori tra i quali Cecilia Gasdia, cantò in Luisa Miller di Verdi al Teatro Fraschini di Pavia diretto da Gianandrea Gavazzeni ripreso dalla Rai.
Dal 1981 fu seguito negli studi di canto da Rodolfo Celletti. Ebbe così inizio la sua carriera internazionale, che lo vide ospite dei più grandi teatri del mondo.
Aveva in repertorio circa 90 opere con cui spaziò in trent'anni di carriera, dal barocco all'Ottocento italiano, dal verismo al contemporaneo. Fu ospite di teatri internazionali come il Metropolitan di New York, il Covent Garden di Londra, l'Opéra Bastille di Parigi, i Teatri dell'Opera di San Francisco, Chicago, Dallas, Vienna, Berlino, Monaco di Baviera'. Nel 2000 vinse il premio "Gigli D'Oro" alla carriera.

## Discografia
| Ruolo                | Titolo                                   | Autore                         |
| -------------------- | ---------------------------------------- | ------------------------------ |
| Issachar             | L'ebreo                                  | Apolloni                       |
| Orosmane             | Zaira                                    | Bellini                        |
| Conte Rodolfo        | La sonnambula                            | Bellini                        |
| Radamanto            | Euridice                                 | Caccini                        |
| Conte Robinson       | Il matrimonio segreto                    | Cimarosa                       |
| Dottor Romualdo      | Le astuzie femminili                     | Cimarosa                       |
| Il Gran Sacerdote    | Gli Orazi e i Curiazi                    | Cimarosa                       |
| Alahor               | Alahor in Granata                        | Donizetti                      |
| Mamma Agata          | Le convenienze ed inconvenienze teatrali | Donizetti                      |
| Murena               | L'esule di Roma                          | Donizetti                      |
| Il dottore Dulcamara | L'elisir d'amore                         | Donizetti                      |
| Torquato Tasso       | Torquato Tasso                           | Donizetti                      |
| Lord Cecil           | Maria Stuarda                            | Donizetti                      |
| Severo               | Poliuto                                  | Donizetti                      |
| Don Pasquale         | Don Pasquale                             | Donizetti                      |
| Argante              | Rinaldo                                  | Händel                         |
| Figaro               | Le nozze di Figaro                       | Mozart                         |
| Leporello            | Don Giovanni                             | Mozart                         |
| Uberto               | La serva padrona                         | Pergolesi                      |
| Fabrizio             | Crispino e la comare                     | Ricci, Federico e Ricci, Luigi |
| Conte Asdrubale      | La pietra del paragone                   | Rossini                        |
| Mustafà              | L'italiana in Algeri                     | Rossini                        |
| Selim, il Turco      | Il turco in Italia                       | Rossini                        |
| Don Basilio Fiorello | Il barbiere di Siviglia                  | Rossini                        |
| Don Magnifico        | La Cenerentola                           | Rossini                        |
| Faraone              | Mosè in Egitto                           | Rossini                        |
| Fenicio              | Ermione                                  | Rossini                        |
| Maometto secondo     | Maometto secondo                         | Rossini                        |
| Polidoro             | Zelmira                                  | Rossini                        |
| Assur                | Semiramide                               | Rossini                        |
| Tollo                | La testa di bronzo                       | Soliva                         |
| Il barone di Kelbar  | Un giorno di regno                       | Verdi                          |
| Attila               | Attila                                   | Verdi                          |
| Moser                | I masnadieri                             | Verdi                          |
| Il conte di Walter   | Luisa Miller                             | Verdi                          |
| Simon Boccanegra     | Simon Boccanegra                         | Verdi                          |